# Cryptodus matthewsi
Cryptodus matthewsi är en skalbaggsart som beskrevs av S. Endrödi 1977. Cryptodus matthewsi ingår i släktet Cryptodus och familjen Dynastidae. Inga underarter finns listade i Catalogue of Life.